# Ichneumon atrox
Ichneumon atrox là một loài tò vò trong họ Ichneumonidae.